# Iñigo Rodríguez Martínez
Iñigo Rodríguez (Logronyo, 18 d'agost de 1975) és un futbolista riojà, que ocupa la posició de migcampista.
Es va formar a les categories inferiors del Reial Saragossa, tot arribant a jugar diversos partits en el primer equip entre 1994 i 1998. Sense oportunitats en l'equip aragonés, el migcampista va dirigir la seua trajectòria cap a equips de Segona B i Tercera Divisió, tot jugant en clubs com el Burgos CF, Jerez, Amurrio, SD Huesca, CD Calahorra (dues etapes), Yeclano, Santa Eulàlia i ADF Logroñés.